# Жёлтый «солнечный закат»
Жёлтый «солнечный закат» (англ. Sunset Yellow FCF), также Апельсиновый жёлтый S (англ. Orange Yellow S) — оранжево-жёлтый искусственный пищевой краситель, зарегистрированный как пищевая добавка E110 в Кодексе Алиментариус.
Краситель E110 является сульфированной версией красителя Судан I. Из-за технологии производства Судан I может присутствовать в Е110 в качестве примеси.

## Использование
Жёлтый «солнечный закат» используется в пищевых продуктах, косметике и лекарствах в качестве оранжевого или жёлто-оранжевого красителя.
В частности, он используется в конфетах, десертах, закусках, соусах и консервированных фруктах.
Данный краситель может использоваться в сочетании с амарантом для получения коричневой окраски, как в шоколадных конфетах, так и в карамели.

## Регулирование
Объединённый экспертный комитет ФАО/ВОЗ по пищевым добавкам установил допустимое суточное потребление (ДСП) для жёлтого «солнечного заката» до 4 мг/кг веса человека.

### Европа
По сообщению CBC News от 29 сентября 2008 года, E110 был запрещён в Норвегии и Финляндии, однако Норвегия отменила запрет ещё в 2001 году, и в Финляндии в настоящее время ДСП E110 ограничено общеевропейской нормой в 4 мг/кг массы тела.
В 2008 году агентство Великобритании по пищевым стандартам призвало производителей пищевых продуктов добровольно прекратить использование шести искусственных красителей, использующихся в качестве пищевых добавок: Тартразин, Красный очаровательный АС, Понсо 4R, Хинолиновый жёлтый, Жёлтый «солнечный закат», Кармуазин к 2009 году и предоставило документ с рекомендациями заменить искусственные красители другими цветовыми добавками.
В 2010 году вступило в силу постановление Европейского агентства по безопасности продуктов питания (EFSA), обязывающее производителей продуктов питания добавлять на этикетку продуктов питания с добавлением Е110 надпись «может оказать неблагоприятное влияние на активность и внимание у детей».
В 2014 году EFSA пересмотрело предыдущие безопасные нормы потребления Е110 в сторону повышения ДСП до 4 мг/кг массы тела.

### США
Жёлтый «солнечный закат», известный в США как «FD & C yellow № 6» одобрен для использования в пищевых продуктах, лекарствах и косметике с ДСП в 3,75 мг/кг массы тела.

### Россия
В России пищевая добавка Е110 является разрешённой для использования в пищевой промышленности.

## Безопасность
Вопреки существующему в неавторитетных источниках мнению, что Е110 является «вредным для жизни и здоровья человека», «опасным красителем», «канцерогеном», для людей он не опаснее любого другого пищевого аллергена и канцерогена, например, цитрусовых или жареного мяса. Однако поскольку он не несёт в себе и полезных свойств, то выдвигались предложения запретить E110 ради избежания потенциально связанных с ним рисков.
Мнение о канцерогенности Е110 опирается на мнение о канцерогености его прекурсора, красителя Судан I, относящегося по классификации МАИР к группе III («неклассифицируемые как канцерогены для человека»).
В 2014 году Европейское агентство по безопасности продуктов питания (EFSA) признало ситуацию с потреблением Е110 не вызывающей опасений.

### Связь с гиперактивностью у детей
С конца 1970-х годов, на фоне высказанных Бенджамином Файнгольдом, детским аллергологом, опасений о связи пищевых красителей с нарушениями поведения у детей утверждалось, что жёлтый «солнечный закат» вызывает пищевую непереносимость и СДВГ-подобное поведение у детей; однако нет никаких научных доказательств, подтверждающих эти утверждения. 
Возможно, что определённые пищевые красители могут действовать как триггер у тех, кто генетически предрасположен, но доказательства этому слабы.